# Ломниця (Люблінське воєводство)
Ломниця (пол. Łomnica) — село в Польщі, у гміні Уршулін Володавського повіту Люблінського воєводства. Населення — 105 осіб (2011).

## Історія
За даними етнографічної експедиції 1869—1870 років під керівництвом Павла Чубинського, у селі переважно проживали греко-католики, які розмовляли українською мовою.
У 1975—1998 роках село належало до Холмського воєводства.

## Демографія
Демографічна структура станом на 31 березня 2011 року:
|          | Загалом | Допрацездатний вік | Працездатний вік | Постпрацездатний вік |
| -------- | ------- | ------------------ | ---------------- | -------------------- |
| Чоловіки | 58      | 10                 | 41               | 7                    |
| Жінки    | 47      | 3                  | 22               | 22                   |
| Разом    | 105     | 13                 | 63               | 29                   |